# Friedrich Dorguth

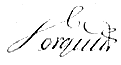
Unterschrift unter einem Brief, 28. November 1838

Friedrich Andreas Ludwig Dorguth (* 1. Dezember 1776 in Magdeburg; † 10. Oktober 1854 ebenda) war ein deutscher Jurist und Philosoph.

## Leben
Dorguth wurde als Sohn des Kriminalrats und Provinzialrichters Friedrich Dorguth in Magdeburg geboren. Er schlug wie sein Vater die juristische Laufbahn ein und dürfte als Jurist seit 1797 im Staatsdienst tätig gewesen sein. 1817 wurde er unter der Adresse Domplatz 8 bereits als Oberlandesgerichtsrat geführt. Im Jahr 1823 lautete die Adresse Kleine Domstraße 2. 1836 erfolgte seine Ernennung zum „Geheimen Justiz- und Oberlandesgerichts-Rat“ am Oberlandesgericht Magdeburg. Während seiner Amtszeit wurden dort mehrere Mitglieder der Frankfurter Nationalversammlung ausgebildet. 1847 trat er in den Ruhestand.
Dorguth publizierte neben mindestens fünfzig juristischen Fachbeiträgen auch philosophische Schriften, so sein 1837 erschienenes Grundwerk „Kritik des Idealismus und Materialien zur Grundlage des apodiktischen Realrationalismus“, in dem er sich kritisch mit Hegels „Idealdialektik“ auseinandersetzte. Seine Arbeiten beeinflussten Karl Rosenkranz und Ludwig Feuerbach; letzterer lehnte seine Standpunkte jedoch ab. Dorguth stand seit 1836 in Briefkontakt zu dem ihm nahestehenden Arthur Schopenhauer. Sein Eintreten für Schopenhauer trug wesentlich zu dessen Bekanntheit bei. 1843 erschien die Schrift „Die falsche Wurzel des Idealrealismus“, in der er auf Schopenhauer Bezug nahm.
Als Jurist setzte er sich (zu Lebzeiten erfolglos) für die Abschaffung der Todesstrafe und der lebenslangen Freiheitsstrafe ein.
Dorguth war zweimal verheiratet. Nach dem frühen Tod seiner ersten Frau heiratete er 1819 erneut. Aus dieser Ehe gingen drei Töchter hervor.

## Werke
- Populäre, practische Entwickelung der abstracten Begriffe, welche die positive Strafgesetzgebung interessiren, nach dem System des apodiktischen Real-Rationalismus, Verlag Wilhelm Heinrichshofen, Magdeburg 1837, Digitalisat auf der Seite der Staatsbibliothek zu Berlin, abgerufen am 1. Dezember 2022
- Kritik des Idealismus und Materialien zur Grundlage des apodiktischen Realrationalismus, 1837, historischer Druck im Bestand der Staatsbibliothek zu Berlin
- Nachträge und Erläuterungen zur Kritik des Idealismus und Materialien zur Grundlage des apodiktischen Realrationalismus, Verlag Wilhelm Heinrichshofen, Magdeburg 1838; Digitalisat auf der Seite der Staatsbibliothek zu Berlin, abgerufen am 1. Dezember 2022
- Die juristische Dialektik, 1841